# Département de San Martín (Santiago del Estero)
Le département de San Martín est une des 27 subdivisions de la province de Santiago del Estero en Argentine. Son chef-lieu est la ville de Brea Pozo.
Le département a une superficie de 2 097 km2. Sa population s'élevait à 9 148 habitants en 2001.

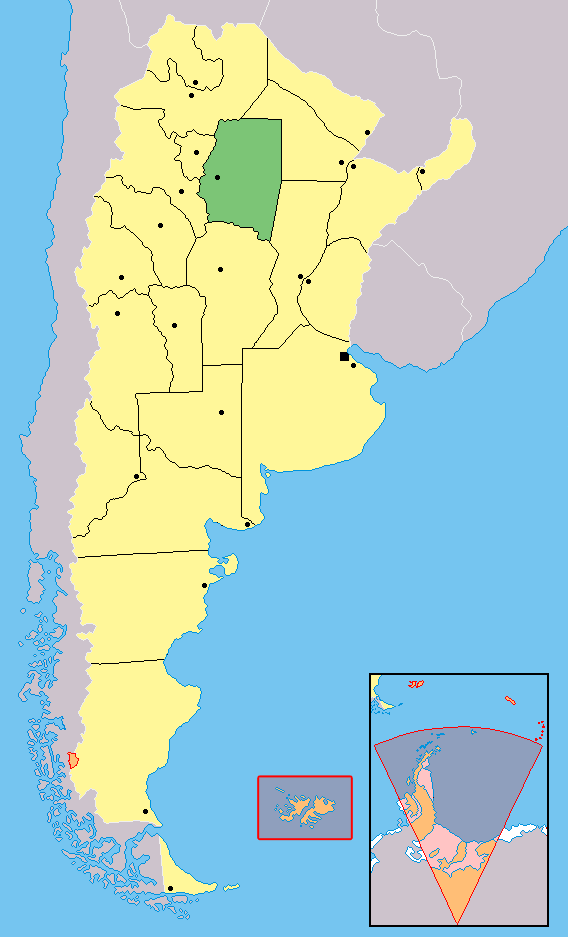
Localisation de la province de Santiago del Estero en Argentine